# Tajmiste
Tajmiste (macedónul: Тајмиште) település Észak-Macedóniában, a Délnyugati körzet Kicsevói járásában, 2013-ig a Zajaszi járás része volt, ami teljes egészében beolvadt a Kicsevói járásba.

## Népesség
| Lakosok száma | 439  | 459  | 359  | 325  | 274  | 149  | 137  | 107  | 59   |
|               | 1948 | 1953 | 1961 | 1971 | 1981 | 1991 | 1994 | 2002 | 2021 |

2002-ben 107 lakosa volt, akik mindannyian macedónok.